# Yidam
En el budismo vajrayāna, un Yidam es un ser completamente iluminado utilizado como foco en una meditación personal, bien sea en un retiro espiritual o de por vida.
El término, inexistente en español, suele traducirse como deidad de meditación, aunque es más preciso traducirlo como aspecto búdico. Un Yidam es un ser iluminado con el cual identificarse durante la meditación: uno percibe su propia naturaleza búdica a través de la identificación. 
Algunos Yidams populares son Hayagriva, Vajrakilaya (Dorje Phurba), Samputa, Guhyasamaja, Yamantaka, Hevajra, Kurukulla, Cakrasamvara, Vajrayoguini, y Kalachakra. 
También pueden ser utilizados como Yidams otros seres iluminados como las formas comunes de budas, bodhisattvas, Padmasambhava, algunos dharmapalas, deidades de riqueza o representaciones yab-yum, entre otras. 
Los Yidams son tanto una forma específica de un Buda (concepto), así como la naturaleza básica o potencial del estudiante para volverse un buda. El estudiante medita en las características resaltantes del Yidam hasta que consigue una unión completa con éste. El Yidam, que puede ser tanto masculino como femenino, puede corresponder al aspecto búdico personal de la persona que practica, la naturaleza del Yidam corresponde al temperamento psicológico y las cualidades de cada adepto.
Avalokiteshvara (Tib. Chenrezig), Tara, Manjushri y particularmente Kalachakra, Hevajra y su consorte Nairatmya o Heruka-Chakrasamvara y su consorte Vajravarahi se escogen frecuentemente como Yidams, pero puede ser utilizado cualquier aspecto búdico del panteón del budismo tántrico (Vajrayāna). 
El Yidam es utilizado como método de transformación hacia la completa iluminación y de acuerdo con algunas tradiciones se considera emanación de la propia mente de la persona practicante.

## En el budismo nepalí de Newar
Los principales yidam en la tradición Newar Vajrayana de Nepal son Chakrasamvara y Vajravarahi. En esa tradición, tres componentes son esenciales para un complejo de templos: un santuario principal que simboliza a Svayambhu Mahachaitya ; un santuario exotérico con Buda Shakyamuni y otros budas y bodhisattvas; y un santuario esotérico dedicado al yidam, al que solo pueden ser admitidos los iniciados.

## El término Yidam
El término yi-dam es una contracción del tibetano yid-kyi-dam-tshig que significa "samaya de la mente"; en otras palabras: el estado de estar indestructiblemente unido con la pureza de la naturaleza liberada de la mente. Se dice que este es el acto que equilibra las energías que fluyen dentro de los canales pránicos ida y pingala en los cuerpos sutiles de ambos participantes. El practicante se enfoca e identifica con la forma de Buda resultante o 'deidad de meditación', el yidam (tibetano) asociado con el canal IDA.
La palabra sánscrita iṣṭadevatā o iṣṭadevaḥ , un compuesto de iṣṭa (deseado, querido, reverenciado) + devatā (una deidad o ser divino) es un término asociado con yidam en muchos libros populares sobre Tantra budista, pero no ha sido atestiguado en ningún texto tántrico budista en Sánscrito.

## Yidams y sus atributos
| Centro - Elemento: Éter - Buda Regente: Vairochana - Consorte: Dharma-Dhatu - Color: Blanco - Enemigo: Ignorancia Este - Elemento: Agua - Buda Regente: Vajrasattva (Vajrapani) - Consorte: Mamaki - Color: Azul - Enemigo: Ira - Virtud: Sabiduría como un Espejo - Bodhisattvas: Kshitigarbha, Lasema, Maitreya, Pushpema Sur - Elemento: Tierra - Buda Regente: Ratnasambhava - Consorte: Sang-Yay Chan-ma - Color: Amarillo - Enemigo: Egoismo - Virtud: Ecuanimidad - Bodhisattvas: Akasha Garbha, Mahlaima, Samantabhadra, Dureme | Oeste - Elemento: Fuego - Buda Regente: Amitābha - Consorte: Cokarmo - Color: Rojo - Enemigo: Apego - Virtud: Sabiduría Discriminadora - Bodhisattvas: Chenrezig, Chirdhima, Jampal, Aloke Norte - Elemento: Aire - Color: Verde - Buda Regente: Amoghasiddhi - Consorte: Dolma - Color: Verde - Enemigo: Celos - Virtud: Sabiduría que todo lo penetra - Bodhisattvas: Chag-na-Dorje, Gandhema, Dibpanamsel, Nidhema |

## Exégesis
Durante la práctica (meditación) de la etapa de generación, un practicante (sadhaka) establece una fuerte familiaridad con el Ishta-deva (un ser iluminado) por medio de la visualización y un alto nivel de concentración. Durante la práctica de la etapa de culminación, un practicante se enfoca en métodos para actualizar la transformación de su propio flujo mental y cuerpo en la deidad de la meditación mediante la meditación y técnicas yóguicas de control de energía como kundalini (tummo en tibetano). A través de estas disciplinas complementarias de generación y finalización, uno percibe cada vez más la omnipresente naturaleza de Buda.